# Massilly
Massilly est une commune française située dans le département de Saône-et-Loire, en région Bourgogne-Franche-Comté.

## Géographie

### Climat
Pour des articles plus généraux, voir Climat de la Bourgogne-Franche-Comté et Climat de Saône-et-Loire.
En 2010, le climat de la commune est de type climat océanique dégradé des plaines du Centre et du Nord, selon une étude du Centre national de la recherche scientifique s'appuyant sur une série de données couvrant la période 1971-2000. En 2020, Météo-France publie une typologie des climats de la France métropolitaine dans laquelle la commune est dans une zone de transition entre le climat océanique altéré et le climat océanique altéré et est dans la région climatique Bourgogne, vallée de la Saône, caractérisée par un bon ensoleillement (1 900 h/an), un été chaud (18,5 °C), un air sec au printemps et en été et des vents faibles.
Pour la période 1971-2000, la température annuelle moyenne est de 11,3 °C, avec une amplitude thermique annuelle de 17,5 °C. Le cumul annuel moyen de précipitations est de 942 mm, avec 11,3 jours de précipitations en janvier et 7,5 jours en juillet. Pour la période 1991-2020, la température moyenne annuelle observée sur la station météorologique de Météo-France la plus proche, « Jalogny_sapc », sur la commune de Jalogny à 8 km à vol d'oiseau, est de 11,2 °C et le cumul annuel moyen de précipitations est de 873,4 mm. 
La température maximale relevée sur cette station est de 39,6 °C, atteinte le 12 août 2003 ; la température minimale est de −21,6 °C, atteinte le 17 janvier 1985,,.
Les paramètres climatiques de la commune ont été estimés pour le milieu du siècle (2041-2070) selon différents scénarios d'émission de gaz à effet de serre à partir des nouvelles projections climatiques de référence DRIAS-2020. Ils sont consultables sur un site dédié publié par Météo-France en novembre 2022.

## Urbanisme

### Typologie
Au 1er janvier 2024, Massilly est catégorisée commune rurale à habitat dispersé, selon la nouvelle grille communale de densité à sept niveaux définie par l'Insee en 2022.
Elle est située hors unité urbaine et hors attraction des villes,.

### Occupation des sols
L'occupation des sols de la commune, telle qu'elle ressort de la base de données européenne d’occupation biophysique des sols Corine Land Cover (CLC), est marquée par l'importance des territoires agricoles (78 % en 2018), une proportion identique à celle de 1990 (78 %). La répartition détaillée en 2018 est la suivante : prairies (54,2 %), terres arables (15,5 %), forêts (13,2 %), zones urbanisées (8,8 %), zones agricoles hétérogènes (8,3 %). L'évolution de l’occupation des sols de la commune et de ses infrastructures peut être observée sur les différentes représentations cartographiques du territoire : la carte de Cassini (XVIIIe siècle), la carte d'état-major (1820-1866) et les cartes ou photos aériennes de l'IGN pour la période actuelle (1950 à aujourd'hui).

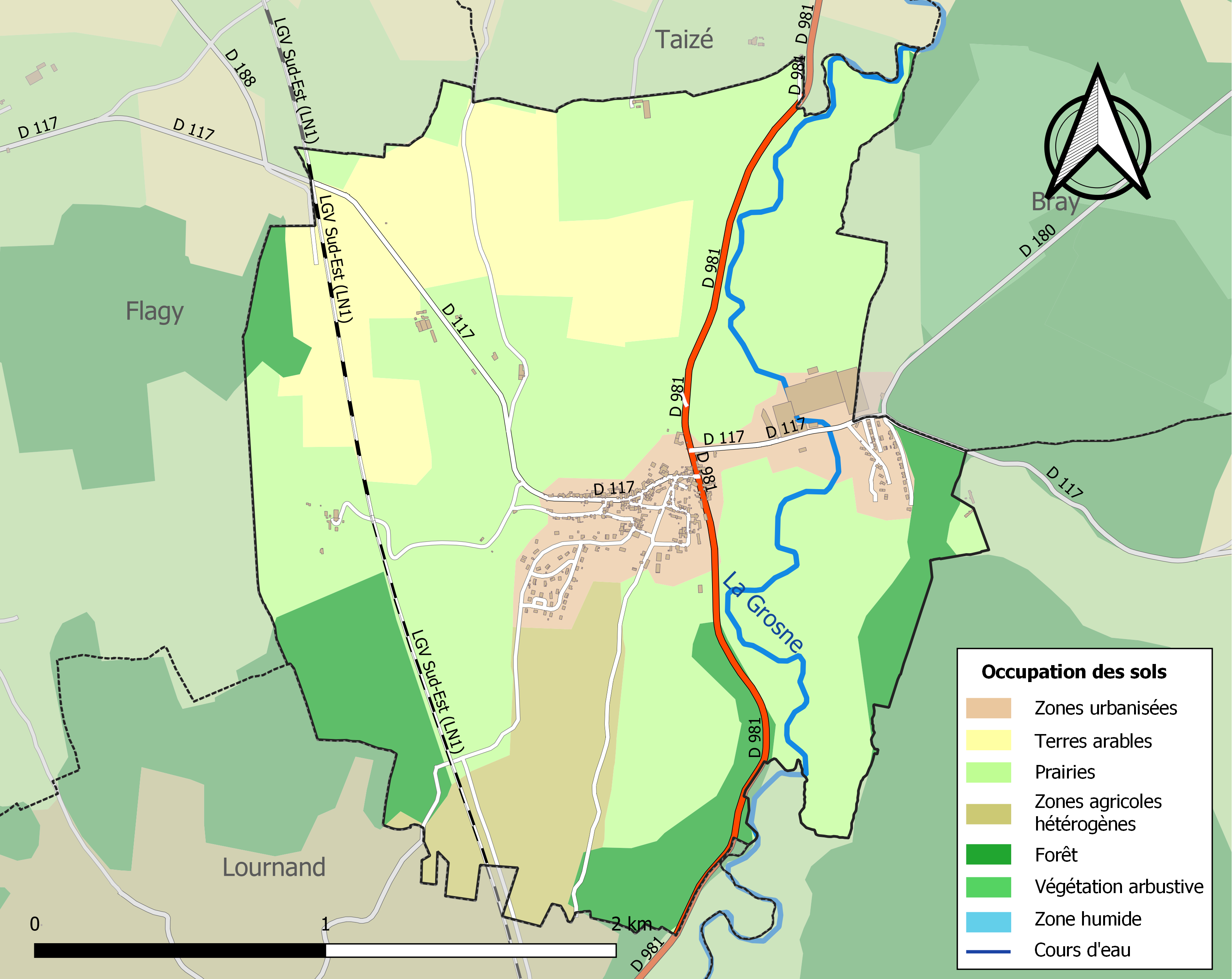
Carte des infrastructures et de l'occupation des sols de la commune en 2018 (CLC).

## Histoire

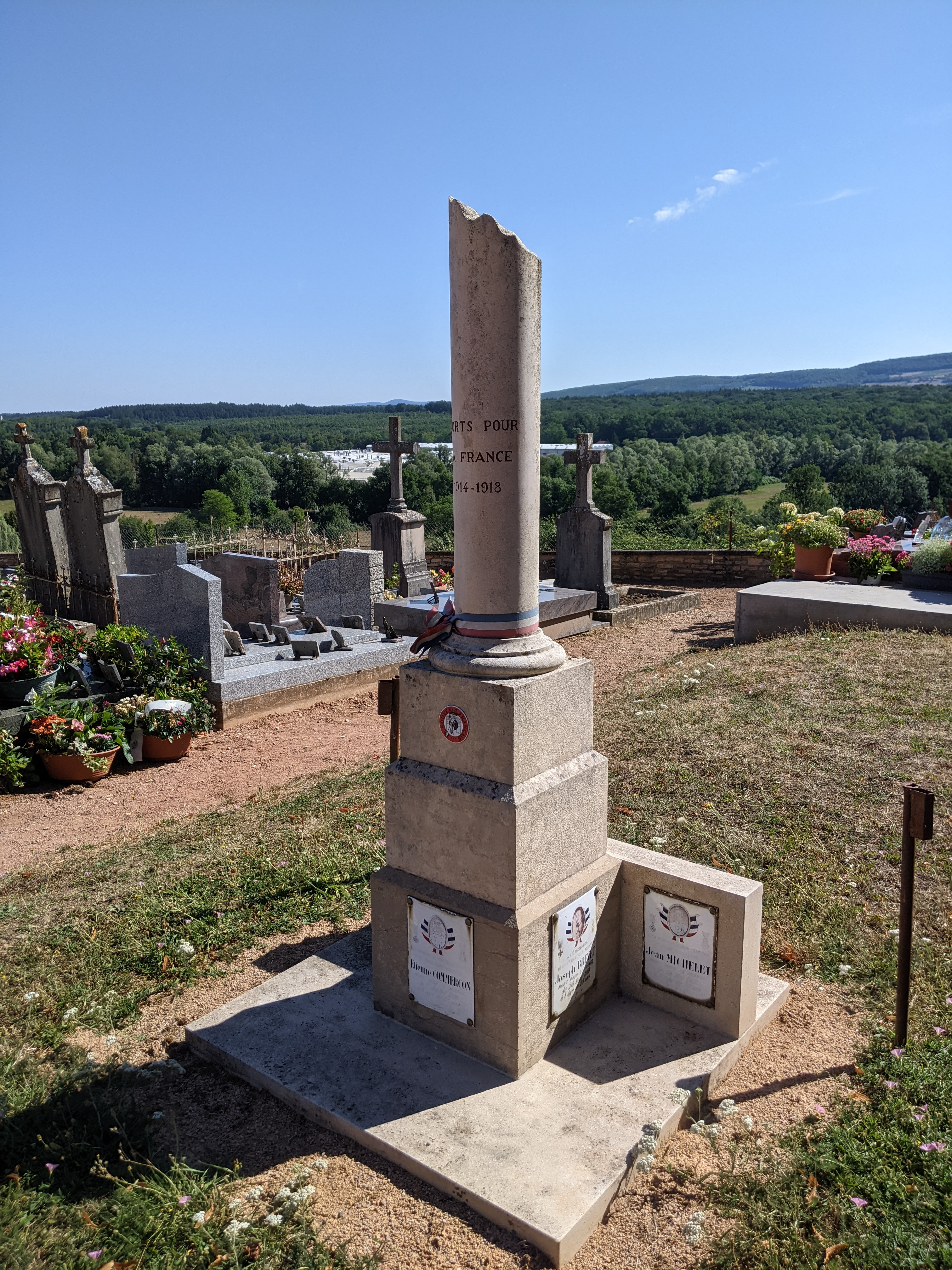
Monument aux morts.

## Politique et administration
| Période                                  | Période   | Identité          | Étiquette | Qualité |
| ---------------------------------------- | --------- | ----------------- | --------- | ------- |
| mars 1983                                | mars 1989 | Éliane Astier     |           |         |
| mars 1989                                | juin 1995 | Raymond Germain   |           |         |
| juin 1995                                | mars 2001 | Michel Geay       |           |         |
| mars 2001                                | mars 2008 | Alain Fustier     |           |         |
| mars 2008                                | mars 2009 | Jean-Marc Bonin   |           |         |
| mars 2009                                | juin 2011 | Jean-Luc Berthout |           |         |
| septembre 2011                           | en cours  | Alain de Javel    |           |         |
| Les données manquantes sont à compléter. |           |                   |           |         |

## Population et société

### Démographie
L'évolution du nombre d'habitants est connue à travers les recensements de la population effectués dans la commune depuis 1793. Pour les communes de moins de 10 000 habitants, une enquête de recensement portant sur toute la population est réalisée tous les cinq ans, les populations de référence des années intermédiaires étant quant à elles estimées par interpolation ou extrapolation. Pour la commune, le premier recensement exhaustif entrant dans le cadre du nouveau dispositif a été réalisé en 2005.

En 2022, la commune comptait 308 habitants, en évolution de −14,68 % par rapport à 2016 (Saône-et-Loire : −1,06 %, France hors Mayotte : +2,11 %).
| 1793 | 1800 | 1806 | 1821 | 1831 | 1836 | 1841 | 1846 | 1851 |
| ---- | ---- | ---- | ---- | ---- | ---- | ---- | ---- | ---- |
| 388  | 400  | 454  | 503  | 534  | 504  | 522  | 486  | 491  |

| 1856 | 1861 | 1866 | 1872 | 1876 | 1881 | 1886 | 1891 | 1896 |
| ---- | ---- | ---- | ---- | ---- | ---- | ---- | ---- | ---- |
| 460  | 435  | 423  | 397  | 376  | 399  | 403  | 354  | 345  |

| 1901 | 1906 | 1911 | 1921 | 1926 | 1931 | 1936 | 1946 | 1954 |
| ---- | ---- | ---- | ---- | ---- | ---- | ---- | ---- | ---- |
| 330  | 304  | 310  | 345  | 335  | 302  | 325  | 282  | 300  |

| 1962 | 1968 | 1975 | 1982 | 1990 | 1999 | 2005 | 2006 | 2010 |
| ---- | ---- | ---- | ---- | ---- | ---- | ---- | ---- | ---- |
| 304  | 370  | 373  | 427  | 434  | 359  | 371  | 372  | 374  |

| 2015 | 2020 | 2022 | - | - | - | - | - | - |
| ---- | ---- | ---- | - | - | - | - | - | - |
| 361  | 314  | 308  | - | - | - | - | - | - |

### Cultes
La commune relève de la paroisse Saint-Augustin en Nord-Clunisois, qui a son siège à Ameugny.

## Économie
Sur le territoire de la commune est implantée une importante entreprise française : Massilly, spécialisée dans la fabrication d'emballages métalliques, créée par Robert Bindschedler.

### Artisanat d'art
À Massilly est installé un artisan d'art : le maître-verrier Paul Duckert, artiste formé à Taizé qui y possède son atelier.

## Culture locale et patrimoine

### Lieux et monuments

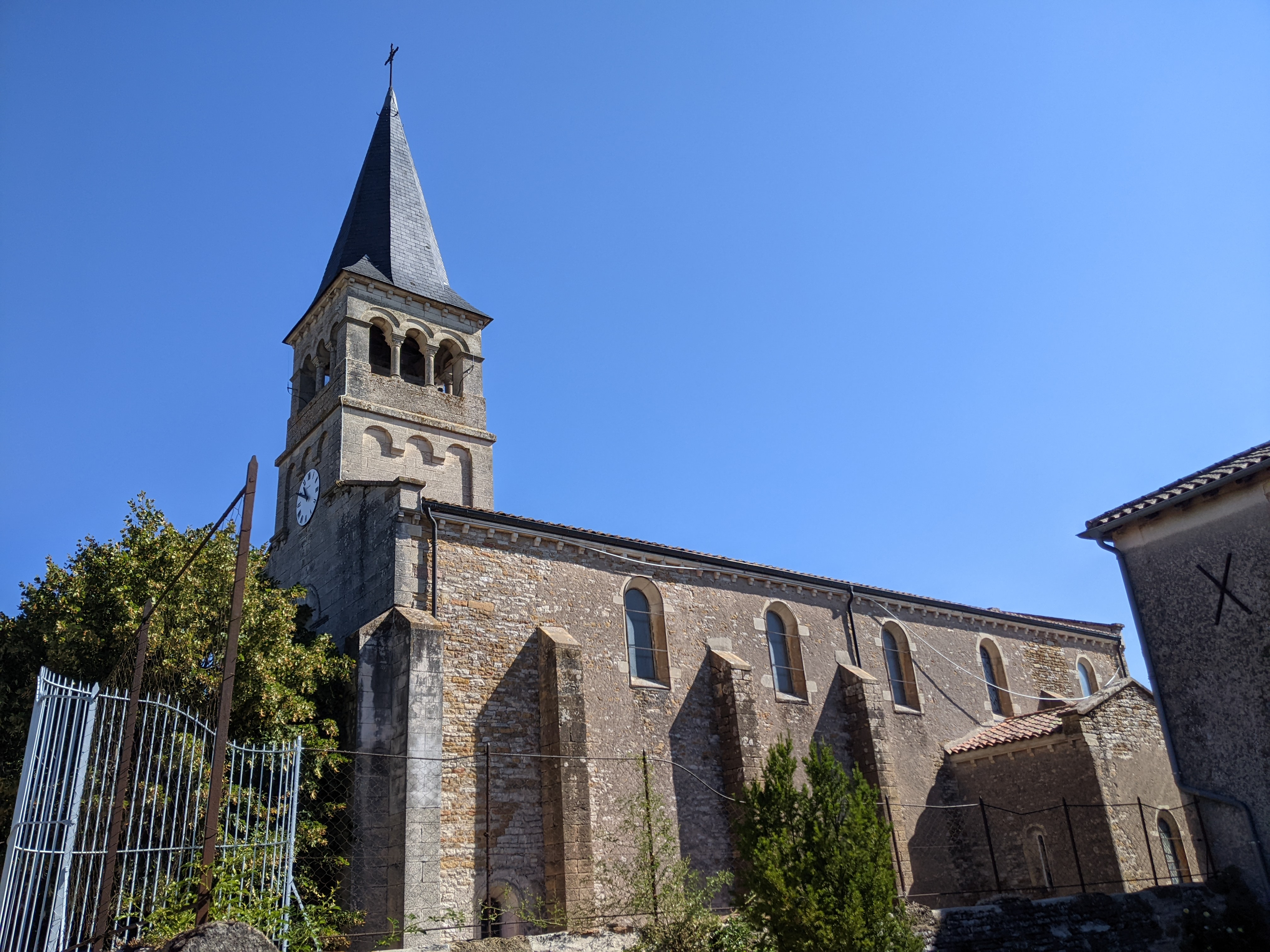
L'église, sous le vocable de saint-Denis.

- L'église, construite en 1856 (et ouverte au culte le 1er juillet 1857) d'après des plans de l'architecte André Berthier, qui est placée sous le vocable de saint Denis (qui y est représenté par une statue en bois peint et doré datant du XVIIe siècle). Cette église se compose d'une nef unique voûtée d'arêtes nervées, d'un transept bas (dont les croisillons sont voûtés de berceaux en plein cintre) et d'une travée de chœur prolongée par une abside semi-circulaire qu'éclaire une fenêtre d'axe en plein cintre cantonnée de deux colonnettes. La nef est divisée en trois travées par des demi-colonnes adossées, surmontées de chapiteaux. Chaque travée a ses murs latéraux allégés par des arcades en plein cintre. Une tribune ajourée d'arcatures en plein cintre portées par des pilastres surmonte la triple arcade qui, du porche, donne accès à la nef[19].
- Au lieu-dit le Château : une pierre levée, menhir qui fut christianisé au XVIIIe siècle, surmonté d'une croix avec fleurs de lys[20].
- En 2022, un espace naturel sensible a été créé sur la commune : le marais de Massilly accueille le public souhaitant découvrir la richesse floristique et faunistique de ce lieu protégé par le département[21].

## Pour approfondir